# Eastern Australia Airlines
Eastern Australia Airlines Pty Ltd, яка діє як Eastern Australia Airlines, — австралійська авіакомпанія зі штаб-квартирою в Сіднеї, що працює в сфері регіональних пасажирських перевезень всередині країни під торговою маркою QantasLink. Eastern Australia Airlines — дочірнє підприємство найбільшої авіакомпанії країни Qantas.
Портом приписки перевізника і його головним транзитним вузлом (хабом) є аеропорт Сіднея, в ролі ще одного хаба використовується аеропорт Мельбурна.

## Історія
Авіакомпанія Tamworth Air Service Taxi була заснована в 1949 році і почала операційну діяльність через кілька місяців з виконання чартерних рейсів між Тамуортом (Новий Південний Уельс) і сільськогосподарськими поселеннями Південного Уельсу і Квінсленда. Спочатку в парку компанії був один літак, а її штат складався один пілот. Через короткий час компанія змінила офіційну назву на Tamair.
Протягом наступних 36 років діяльності авіакомпанія поступово зростала і розвивалася, поглинаючи невеликих місцевих авіаперевізників, і в 1987 році черговий раз змінила офіційну назву на чинне зараз Eastern Australia Airlines. В наступному році Australian Airlines викупила 26 % власності компанії в іншого австралійського авіаперевізника East-West Airlines, до 1991 року реорганізувавши її в дочірню структуру. У 1992 році Qantas придбала Australian Airlines з усіма її дочірніми та афілійованими компаніями.
У 2002 році Qantas справила злиття двох своїх дочірніх авіакомпаній Southern Australia Airlines і Eastern Australia Airlines, зберігши при цьому назва другого перевізника.
У серпні 2008 року керівництво Qantas оголосило про введення на регіональні маршрути Eastern Australia 72-місцевого літака Bombardier Dash 8 Q400 в доповнення до вже використовується на даних рейсах 50-місцевим лайнерам Dash 8, що дозволило потім зняти з деяких маршрутів 36-місцеві Dash 8 і повністю вивести з експлуатації літаки Dash 8 серії 100.

## Маршрутна мережа

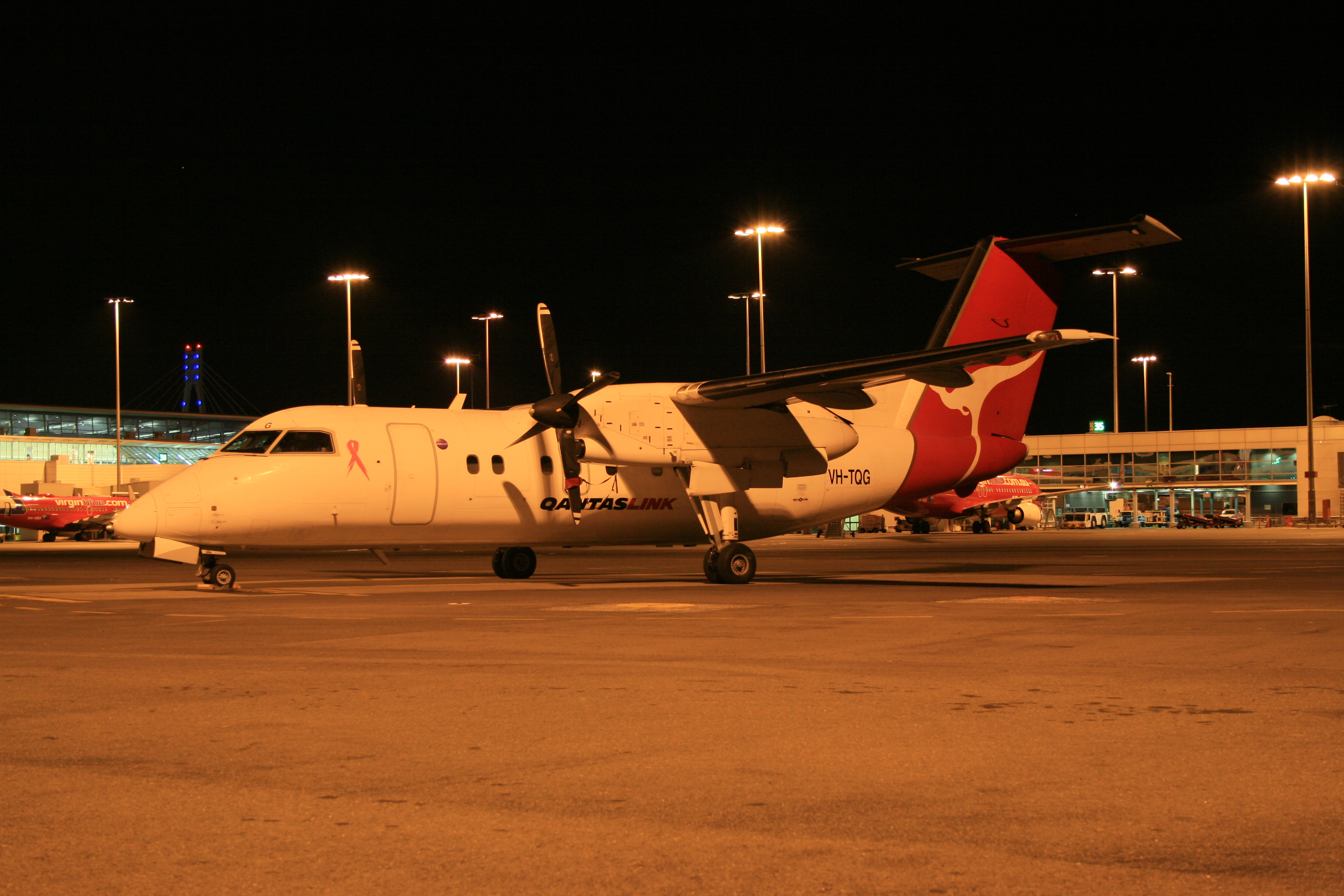
DHC-8-201 авіакомпанії Eastern Australia на стоянці в аеропорту Сіднея

Станом на кінець 2009 року маршрутна мережа авіакомпанії Eastern Australia Airlines містить наступні пункти призначення:
- Олбері
- Армідейл
- Канберра
- Коффс-Харбор
- Дабоу
- Лорд-Хау
- Морі
- Порт-Маккуорі
- Тамуорт
- Вагга-Вагга

з Мельбурна
- Аделаїда
- Девонпорт (Тасманія)
- Лонсестон (Тасманія)
- Мілдьюра

з Аделаїди
- Порт-Лінкольн (Південна Австралія)

з Порт-Маккуорі
- Лорд-Хау

## Флот

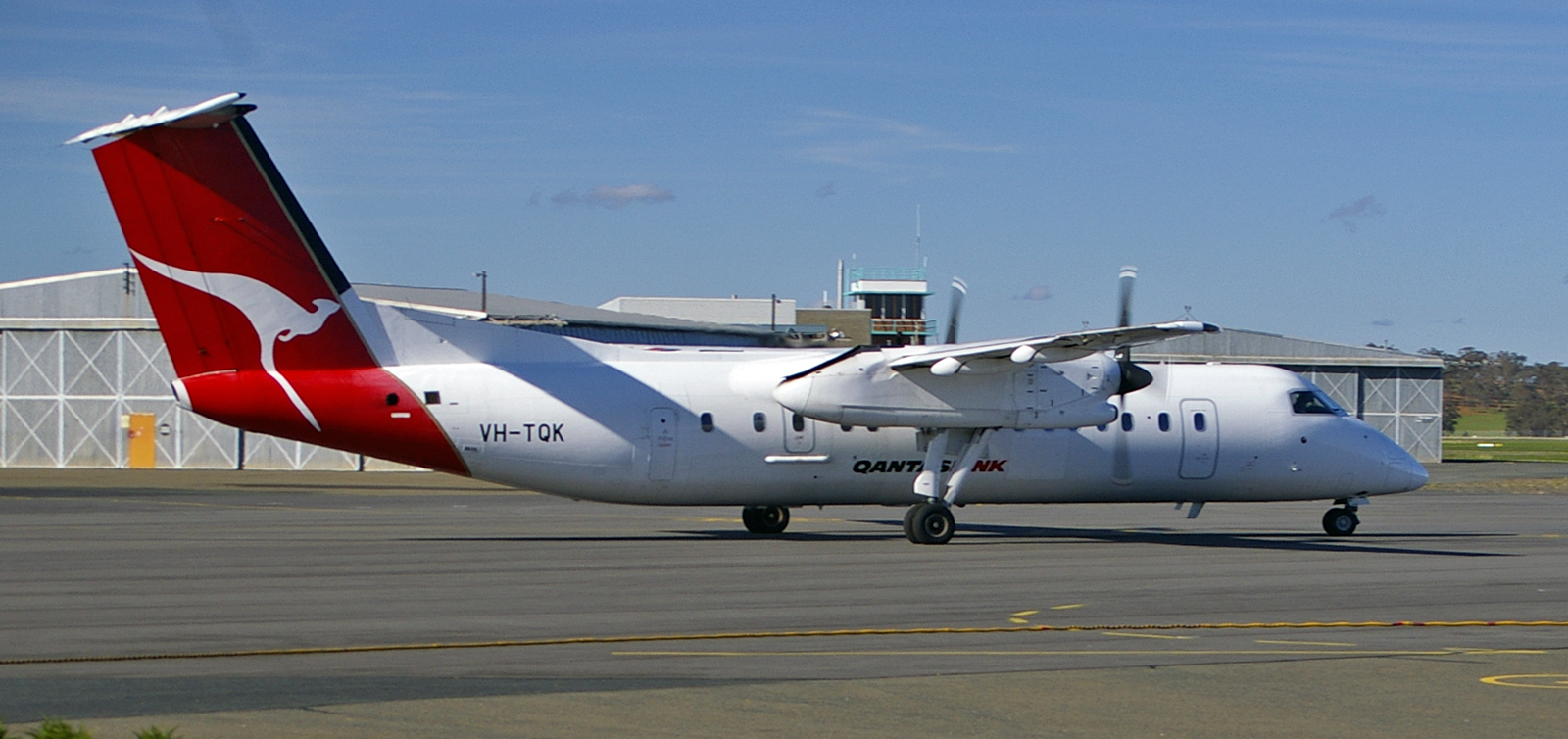
DHC-8-315 авіакомпанії Eastern Australia в аеропорту Вагга-Вагга

У жовтні 2012 року повітряний флот авіакомпанії Eastern Australia Airlines складали наступні літаки:
- 5 Bombardier Dash 8 200
- 16 Bombardier Dash 8 Q300